# Jakob Samuel Weibel
Jakob Samuel Weibel, dit Samuel (1771-1846), né le 28 novembre 1771 à Berne et mort dans la même ville le 24 novembre 1846, est un petit maître suisse, peintre et graveur actif tout particulièrement dans les cantons de Berne, de Vaud, du Valais et en Savoie.

## Biographie
Samuel Weibel, fils d'un plâtrier, est d'origine modeste. Se vouant à la carrière artistique, il entre en apprentissage chez Sigmund Freudenberger et collabore étroitement avec Balthasar-Antoine Dunker, de vingt-cinq ans son aîné, qui lui apprend la gravure à l'eau-forte. Dès 1792, le jeune Weibel affirme son penchant pour le paysage et dessine, grave et colorie ses premières estampes d'artiste, publiant en 1796 quatorze vues de l'Oberland bernois imprimées à Berne chez Emanuel Hortin.
Dès 1793, Weibel part également à la découverte du Pays de Vaud, dont il illustre les paysages les plus variés, comme en témoignent entre autres ses vues du pont et du château de Saint-Maurice (1793) ou  de Villeneuve (1795). Il voyage également autour du lac Léman, en Valais et en Savoie (Evian, Meillerie, Saint-Gingolph). On le connaît tout particulièrement  pour ses collections de vues illustrant 254 cures (presbytères) de campagne dans les cantons de Berne, Fribourg, Soleure et Vaud. On lui doit aussi une série de dix-huit châteaux baillivaux bernois.
Plusieurs petits maîtres suisses se sont établis à Vevey. Il y a Michel-Vincent Brandoin, mort en 1790,  dont le duo Pierre Samuel Louis Joyeux et Karl Franz Xaver Wexelberg reprennent l'atelier. En 1797, Wexelberg ayant dû se retirer à Lausanne par ordre des autorités veveysanes, c'est sans doute Weibel qui le remplace un certain temps chez Joyeux pour colorier les grandes planches signées Joyeux/Wexelberg. Un peu plus tard encore, Weibel demeure à Vevey entre 1804 et 1817, ce séjour étant entrecoupé de nombreux voyages.
En 1805, il publie à Paris les «Principes d'après nature en 24 planches, pour apprendre à dessiner le paysage d'une manière sûre et facile, dessinées et gravées par S. Weibel». Le catalogue de son œuvre gravé, impressionnant, comprend 681 numéros. Il décède le 24 novembre 1846 à Berne.

## Sources
- Paul Bissegger, « Weibel, Samuel » dans le Dictionnaire historique de la Suisse en ligne, version du 4 janvier 2013.
- Edouard Pittet, Jakob Samuel Weibel. Peintre et graveur de paysages, 1771-1846, Staempfli SA, Berne 1996